# Vought OS2U Kingfisher
OS2U «Кингфишер» (англ. Kingfisher — «зимородок») — американский разведывательный гидроплан периода Второй мировой войны, рассчитанный на запуск с борта кораблей при помощи катапульты. Компактный моноплан со средним расположением крыла с большим центральным поплавком и маленькими  	стабилизирующими поплавками. Также мог использоваться с не убирающимся колёсным шасси с управляемым колесом под хвостом. Из-за слабого двигателя имел посредственные лётные характеристики.
Создан в 1930-х годах подразделением Chance Vought корпорации United Aircraft Corporation по заказу ВМС США. Серийно производился с 1940 по 1943 год объединением фирм Vought-Sikorsky и фирмой Naval Aircraft Factory, всего было выпущено, по разным данным, от 1519 до 1550 самолётов этого типа.
OS2U являлся основным корабельным самолётом ближней разведки ВМС США на протяжении всей войны, базируясь обычно на линкорах и крейсерах, реже — эсминцах. Самолёты использовались морской пехотой США (третья морская поисково-разведывательная эскадрилья) и службой береговой охраны США с прибрежных воздушных баз. Кроме того на море использовался морской авиацией ВМС Великобритании и ВМФ СССР. Несколько Кингфишеров наземного базирования использовались ВВС Австралии.
Применяясь для разведки и наблюдения, часто также в роли спасательного, порой — противолодочного самолёта и был снят с вооружения США вскоре после окончания войны. На смену ему пришёл Curtiss SC Seahawk.

## Модификации
- XOS2U-1 — прототип «Кингфишера», собранный в 1938 году
- OS2U-1 — первая серийная модификация, выпущено 54 единицы
- OS2U-2 — вторая серийная модификация, с незначительными отличиями в оборудовании и двигателе, выпущено 158 единиц
- OS2U-3 — третья серийная модификация, с протектированными топливными баками, дополнительным курсовым пулемётом и бомбовыми подвесками, выпущено 1006 единиц
- OS2N-2 — версия OS2U-3, производившаяся Naval Aircraft Factory, отличавшаяся незначительными изменениями в двигателе, выпущено 300 или 331 единица

## Тактико-технические характеристики

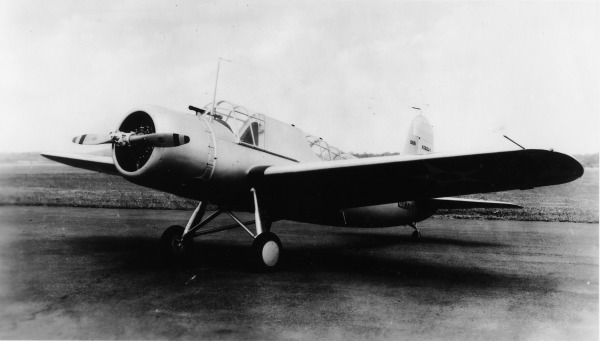
XOS2U-1 с колёсным шасси.

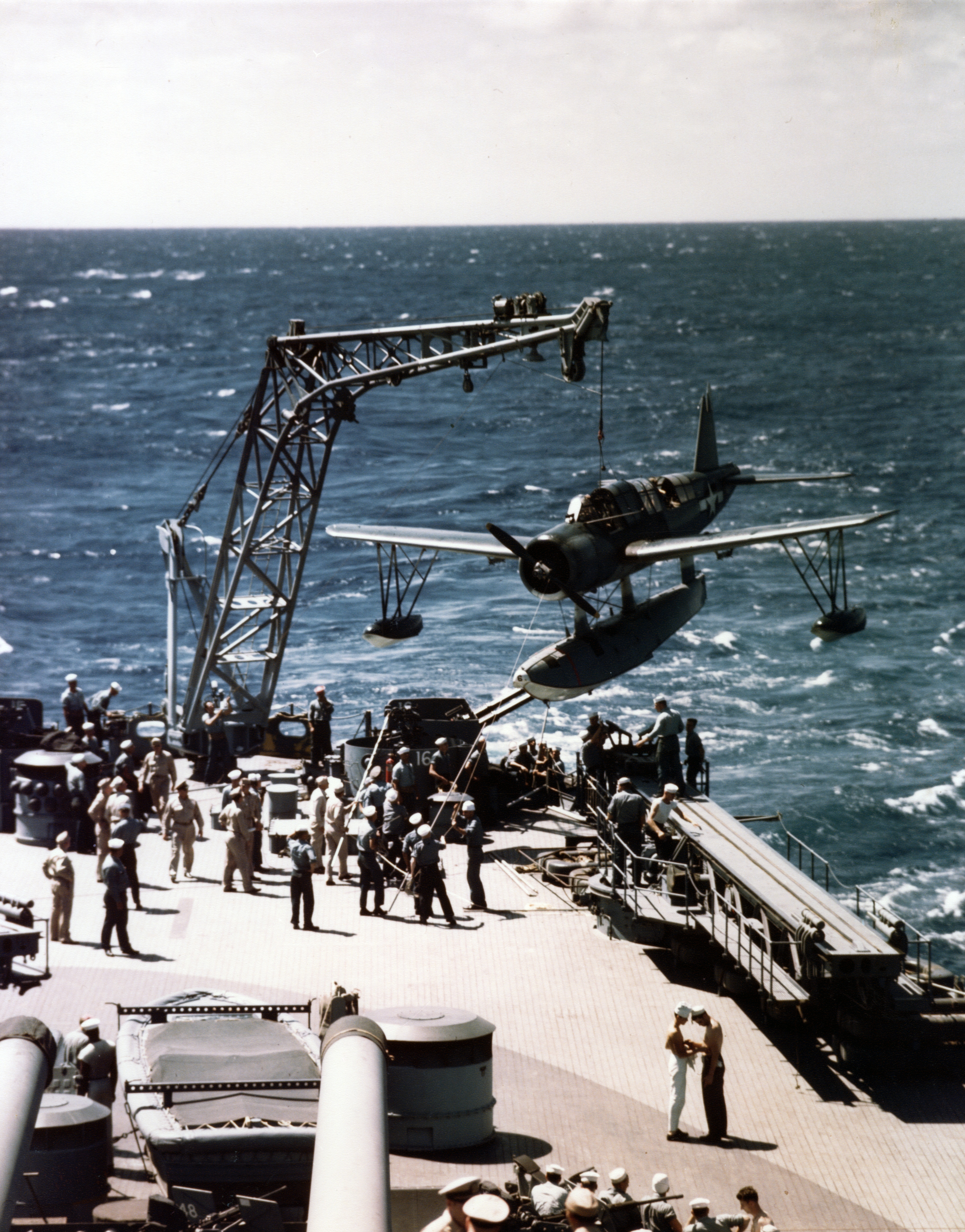
«Кингфишер», поднимаемый на борт линкора «Миссури», август 1944 года

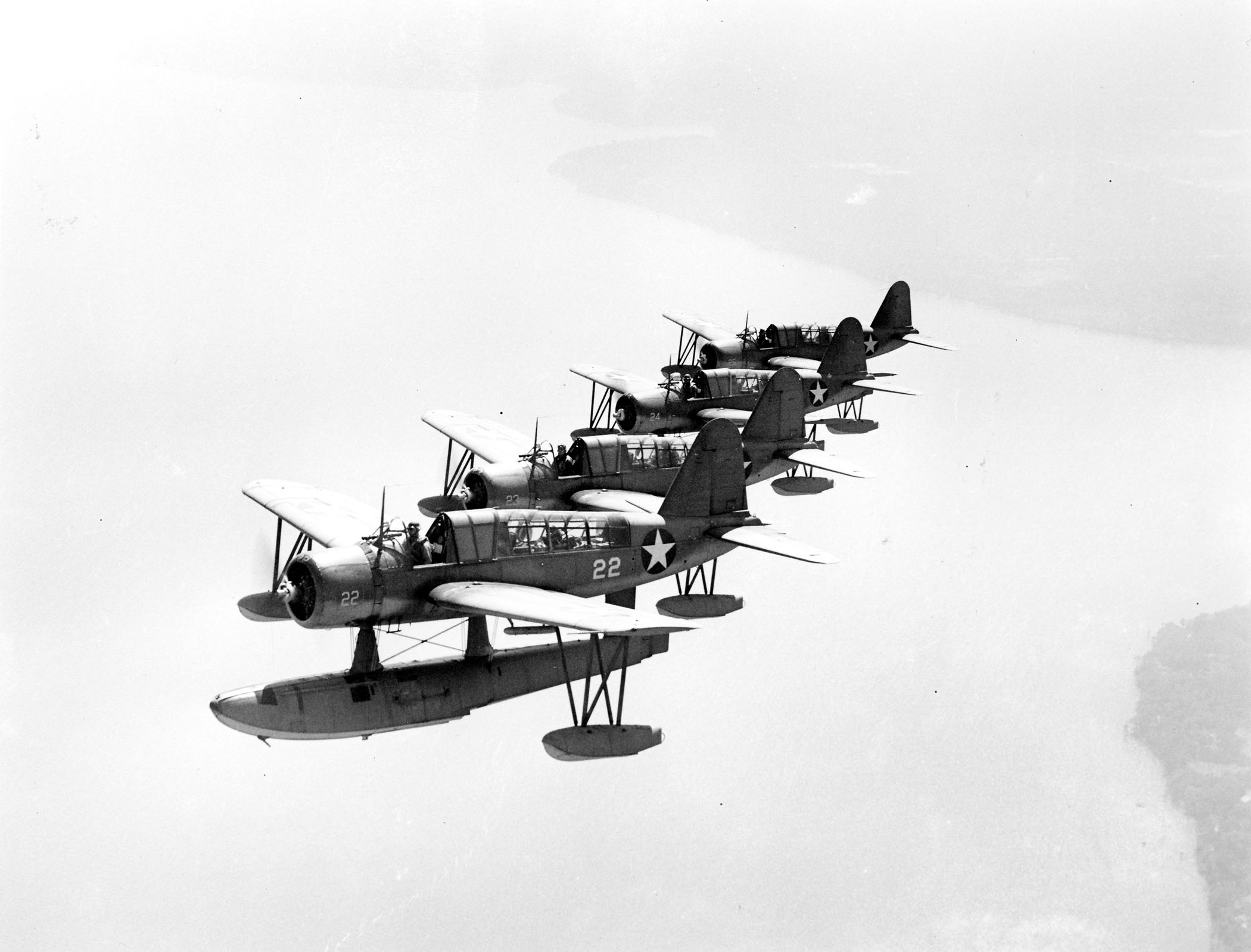

| ТТХ OS2U различных модификаций            |                                         |                                         |                                                                              |                                                                              |                                |
| Характеристика                            | OS2U-1                                  | OS2U-2                                  | OS2U-3                                                                       | OS2N-1                                                                       |                                |
| Технические характеристики                |                                         |                                         |                                                                              |                                                                              |                                |
| Экипаж                                    | 2, пилот и наблюдатель/стрелок          | 2, пилот и наблюдатель/стрелок          | 2, пилот и наблюдатель/стрелок                                               | 2, пилот и наблюдатель/стрелок                                               | 2, пилот и наблюдатель/стрелок |
| Длина, м                                  | 10,31                                   | 10,31                                   | 10,31                                                                        | 10,31                                                                        |                                |
| Размах крыла, м                           | 10,95                                   | 10,95                                   | 10,95                                                                        | 10,95                                                                        |                                |
| Высота, м                                 | 4,61                                    | 4,61                                    | 4,61                                                                         | 4,61                                                                         |                                |
| Площадь крыла, м²                         | 24,0                                    | 24,0                                    | 24,0                                                                         | 24,0                                                                         |                                |
| Масса пустого, кг                         | н/д                                     | н/д                                     | н/д                                                                          | н/д                                                                          |                                |
| Масса снаряженного, кг                    | 2057                                    | 2057                                    | 2066                                                                         | 2066                                                                         |                                |
| Двигатель                                 | Pratt & Whitney R-985-48                | Pratt & Whitney R-985-50                | Pratt & Whitney R-985-AN-2                                                   | Pratt & Whitney R-985-AN-2/8                                                 |                                |
| Мощность, л.с.                            | 1×450                                   | 1×450                                   | 1×450                                                                        | 1×450                                                                        |                                |
| Лётные характеристики                     |                                         |                                         |                                                                              |                                                                              |                                |
| Максимальная скорость на высоте, км/ч / м | 296 / н/д                               | 293 / н/д                               | 294 / н/д                                                                    | 294 / н/д                                                                    |                                |
| Продолжительность полёта, t               | н/д                                     | н/д                                     | н/д                                                                          | н/д                                                                          |                                |
| Практический потолок, м                   | 5 950                                   | 6 100                                   | 6 130                                                                        | 6 130                                                                        |                                |
| Время набора высоты, м / t                | н/д                                     | н/д                                     | н/д                                                                          | н/д                                                                          |                                |
| Вооружение                                |                                         |                                         |                                                                              |                                                                              |                                |
| Пушечно-пулемётное                        | 1 × 7,62-мм M1919 в хвостовой установке | 1 × 7,62-мм M1919 в хвостовой установке | 1 × 7,62-мм M1919 в хвостовой установке 1 × 7,62-мм синхронизированный M1919 | 1 × 7,62-мм M1919 в хвостовой установке 1 × 7,62-мм синхронизированный M1919 |                                |
| Боезапас на ствол, шт                     | н/д                                     | н/д                                     | н/д                                                                          | н/д                                                                          |                                |
| Бомбовое                                  | -                                       | -                                       | 295 кг бомб на внешней подвеске                                              | 295 кг бомб на внешней подвеске                                              |                                |

## Операторы
США
- авиация ВМС США
- авиация КМП США

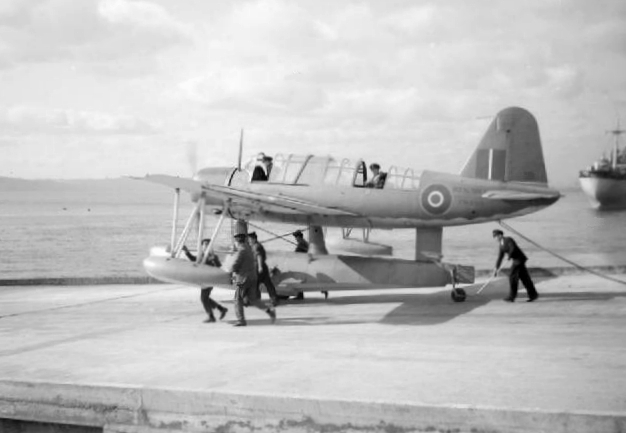
Kingfisher I, 778-я эскадрилья авиации Флота, Арброт.

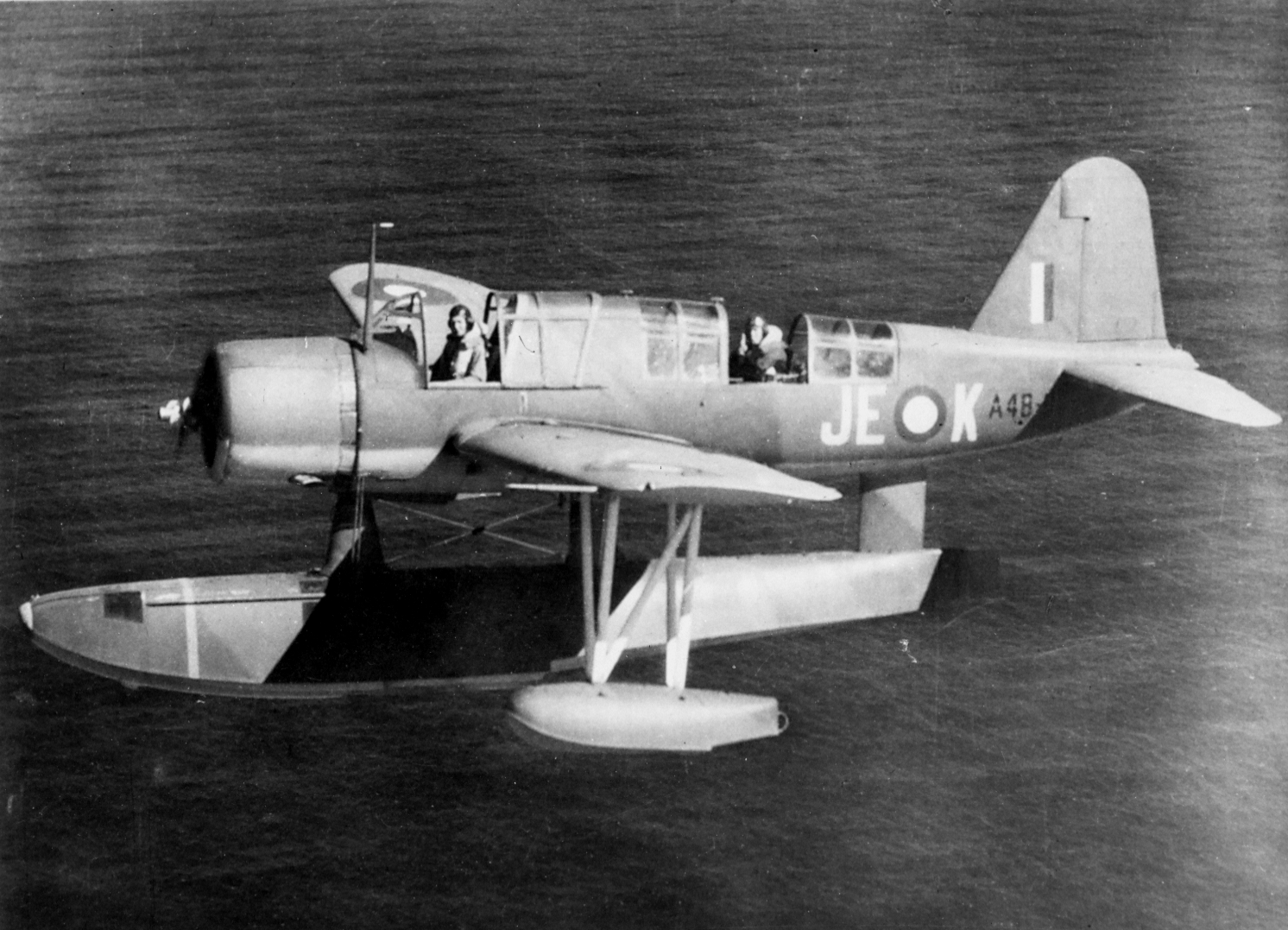
OS2U из 107-й эскадрильи ВВС Австралии.

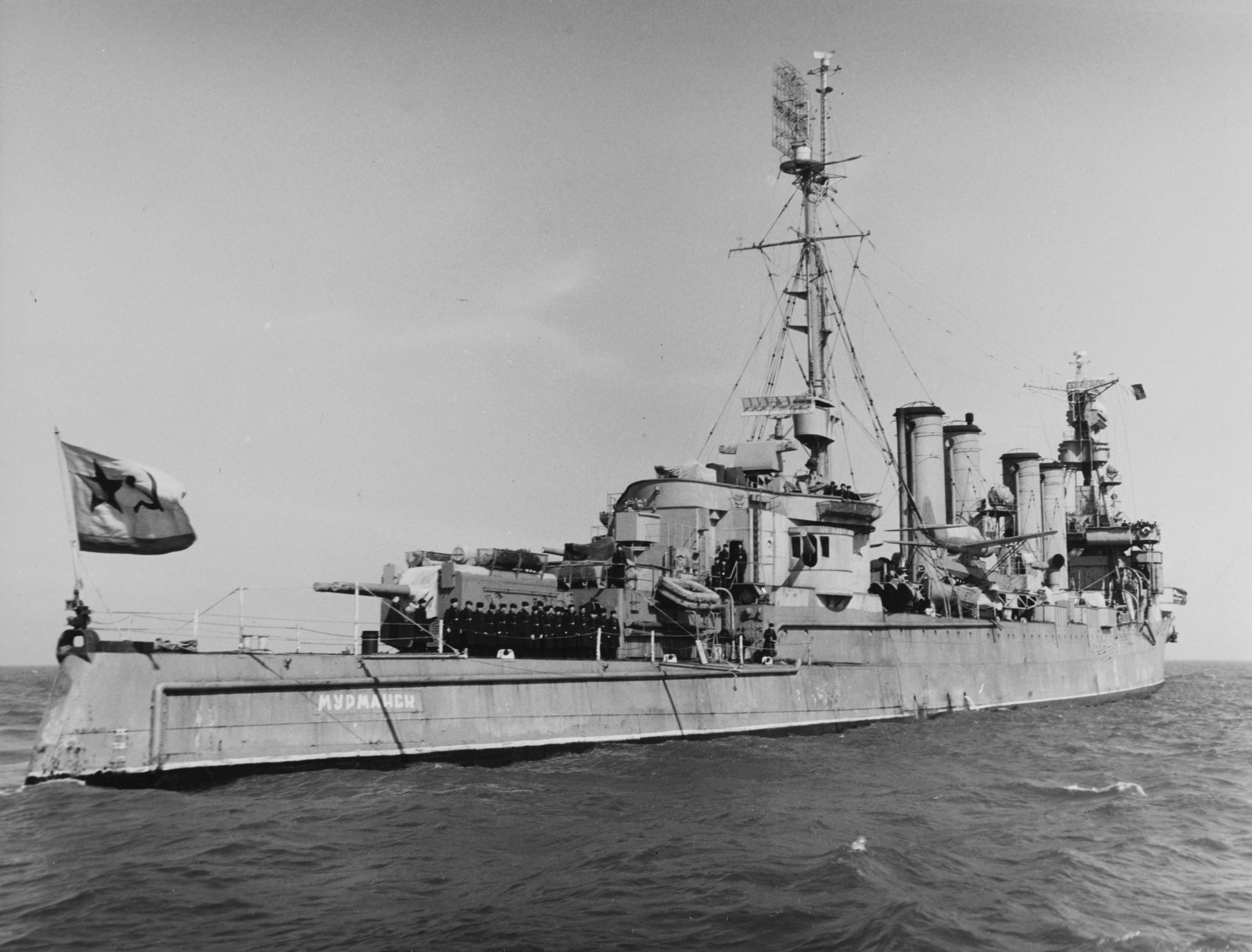
Советский крейсер Мурманск близ порта Льюис (штат Делавэр), 8 марта 1949 года. Виден палубный самолёт.

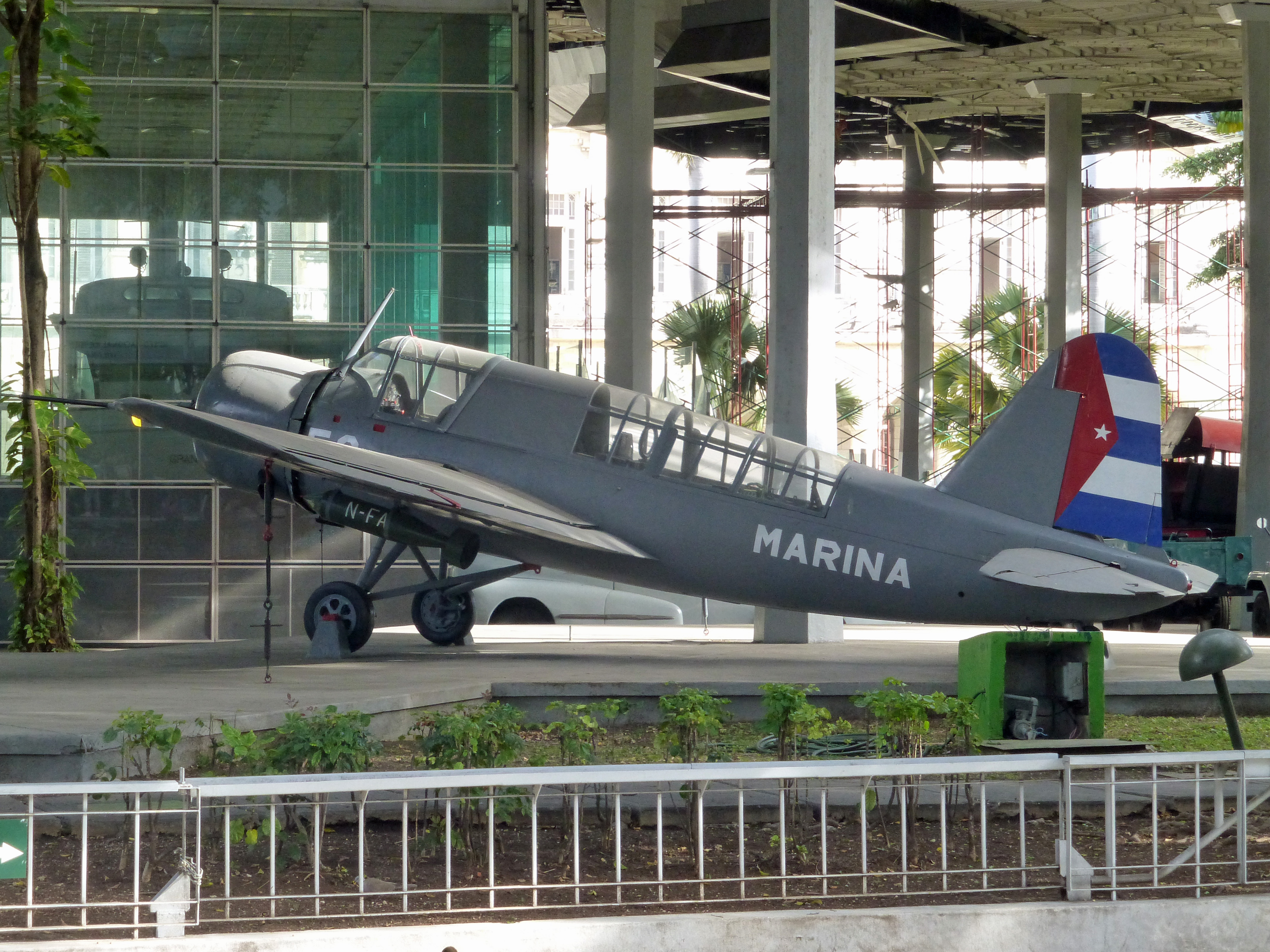
Кубинский "Кингфишер" в Музее Революции (Гавана).

- Береговая охрана США: 40 самолётов.

 Великобритания
- Воздушные силы флота Великобритании: 100 OS2U-3 по программе ленд-лиза

 Австралия
- Королевские ВВС Австралии: 107-я эскадрилья; 18 OS2U-3, предназначавшихся Нидерландам, по программе ленд-лиза

 Чили
- ВВС Чили 15 OS2U-3 по программе ленд-лиза (1942–1957). Применялись с авиабазы Кинтеро[исп.]. Один из самолётов (№ 308) был доставлен транспортом "Ангамос" на чилийскую антарктическую станцию.

 Аргентина
- 9 OS2U-3 по программе ленд-лиза

 Уругвай
- 6 OS2U-3 по программе ленд-лиза

 Мексика
- авиация ВМС Мексики: 6 OS2U-3, 201-я эскадрилья.

 Доминиканская Республика
- 3 OS2U-3

 Нидерланды
- планировалась поставка 24 OS2U-3 по программе ленд-лиза, не доставлены, 18 из них переданы Австралии.

 СССР
- ВМФ СССР: 2 OS2U-3 с американским USS Milwaukee (Мурманск) по репарациям, в замену итальянского корабля.

 Куба
- авиация ВМС Кубы (в 1955 техника включена в состав ВВС): 4 самолёта применялись в 1942-1959 гг. Один OS2U-3 сбит, захвачен и после восстановления использовался повстанцами Ф. Кастро